# Marit Bratberg Lund
Marit Bratberg Lund (Ilseng, 7 november 1997) is een voetbalspeelster uit Noorwegen. Ze speelt als verdediger voor SL Benfica in de Campeonato Nacional.

## Clubcarrière
Lundberg werd geboren in Ilseng. Ze begon haar profcarrière bij IL Fart en vertrok in 2014 naar Kolbotn IL in de eerste divisie. Na zeven jaar verliet ze deze club voor IL Sandviken actief in de Toppserien. In Sandviken werd ze in haar debuutseizoen gelijk landskampioen. Als vleugelverdediger had Lund met veertien assists en zeven doelpunt een belangrijk aandeel in het kampioenschap. In 2021 werd ze door Norsk Telegrambyrå uitgeroepen tot 'speelster van het seizoen' in de Toppserien d. Ook tijdens de Zito Awards werd ze uitgeroepen tot speelster van het seizoen. Tevens werd Lund uitgeroepen tot beste linksbenige speelster van de competitie. Ook de Norwegian News Agency prees haar aanvallende kwaliteiten.
In 2024 maakte Lund de overstap naar het Portugese SL Benfica.

## Statistieken
| Seizoen | Club         | Land      | Competitie          | Wedstrijden | Doelpunten |
| ------- | ------------ | --------- | ------------------- | ----------- | ---------- |
| 2014    | Kolbotn IL   | Noorwegen | Toppserien          | 4           | 0          |
| 2015    | Kolbotn IL   | Noorwegen | Toppserien          | 16          | 10         |
| 2016    | Kolbotn IL   | Noorwegen | Toppserien          | 4           | 2          |
| 2017    | Kolbotn IL   | Noorwegen | Toppserien          | 22          | 7          |
| 2018    | Kolbotn IL   | Noorwegen | Toppserien          | 16          | 10         |
| 2019    | Kolbotn IL   | Noorwegen | Toppserien          | 20          | 3          |
| 2020    | Kolbotn IL   | Noorwegen | Toppserien          | 18          | 2          |
| 2021    | IL Sandviken | Noorwegen | Toppserien          | 18          | 7          |
| 2022    | Sk Brann     | Noorwegen | Toppserien          | 24          | 6          |
| 2023    | Sk Brann     | Noorwegen | Toppserien          | 23          | 11         |
| 2024    | Sk Brann     | Noorwegen | Toppserien          | 14          | 2          |
| 2024/25 | SL Benfica   | Portugal  | Campeonata Nacional | 15          | 2          |
| Totaal  | Totaal       | Totaal    | Totaal              | 192         | 43         |

Laatste update: 9 maart 2025

## Interlandcarrière
In 2021 riepen voetbalexperts- en analisten op tot een oproep voor de Noorse nationale ploeg voor Lund. Een jaar later maakte ze alsnog haar debuut in de Noorse ploeg.
Op 19 juni 2023 werd Lund opgenomen in de Noorse selectie voor op het WK 2023 in Australië en Nieuw-Zeeland. Noorwegen haalde, met Lund als bankzitter, de knock-outfase waarin Japan te sterk was.